# Ariadna Scriabina
Pour les articles homonymes, voir Scriabine (homonymie).
Ariadna Aleksandrovna Scriabina (en russe : Ариадна Александровна Скрябина ; née Ariadna Aleksandrovna Schletzer, connue sous son nom marital Sarah Knout et son nom de guerre Régine), née le 26 octobre 1905 et décédée le 22 juillet 1944, est une poétesse russe et une héroïne de la Résistance française.
Elle est la fille ainée du compositeur russe Alexandre Scriabine et de Tatiana Schletzer (son nom de famille exact est  "de Schlœzer", modifié en Schletzer lors de la transcription du russe au français). Après la mort de son père, Ariadna prend le nom de son père, et après le décès de sa mère, elle s'exile à Paris. Elle intègre alors les cercles littéraires de la diaspora russe et écrit ses premiers poèmes qui seront publiés. Elle se marie trois fois, la dernière fois avec le poète Dovid Knout (de son vrai nom : Duvid Meïerovitch Fiksman). Ensemble, ils adhèrent aux idées du mouvement sioniste révisionniste de Vladimir Jabotinsky. Baptisée enfant dans la religion orthodoxe, elle va se convertir au judaïsme et prendre le prénom hébraïque de Sarah.
Pendant la Seconde Guerre mondiale, elle organise et participe activement à la résistance juive, dans le sud de la France, contre l'occupant allemand. Elle est tuée par un membre de la milice peu de temps avant la chute du régime de Vichy.

## Biographie

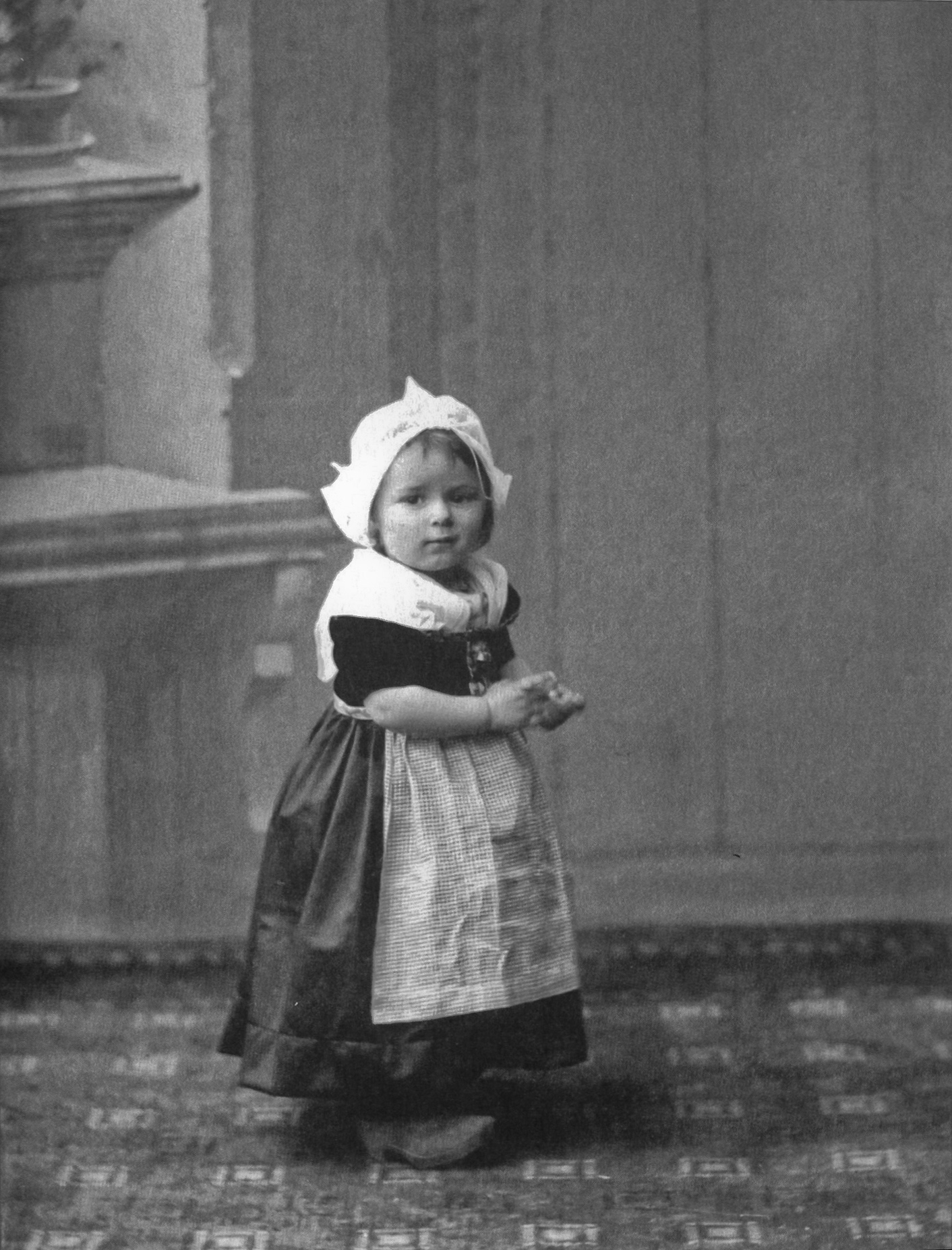
Ariadna à 2 ou 3 ans à Amsterdam

Alexandre Scriabine a eu sept enfants, dont quatre de son premier mariage avec Vera Ivanovna Scriabina : Rima (1898-1905), Elena (1900-1990), Maria (1901-1989) et Lev (1902–1910), et trois de son mariage avec Tatiana Fiodorovna Tatiana Schlœzer: Ariadna, Julian et Marina. À partir de 1910, Scriabine vit avec Tatiana Schlœzer, et bien qu'il soit toujours marié avec Vera Scriabina, ils ne vont même pas se rencontrer à l'enterrement de leur fils Lev.

### Ariadna de Schlœzer
Ariadna de Schlœzer, la fille ainée du couple Alexandre Scriabine et Tatiana de Schlœzer, est née dans la ville italienne de Bogliasco, près de Gênes, où Scriabine travaille sur son Poème de l'extase.

#### Europe
La période est instable pour Scriabine qui voyage à travers l'Europe pendant plusieurs années. En juillet 1905, sa fille ainée, Rima, meurt en Suisse, et la naissance d'Adriana finalise sa séparation avec son épouse légitime. En décembre, il rompt son contrat avec sa maison d'édition Beliaïev, qui lui a réduit ses droits de moitié, peu de temps après la mort de son fondateur Mitrofan Beliaïev. Il en résulte pour Scriabine la perte de sa principale source de revenus pendant une année, jusqu'à ce que les nouveaux propriétaires reconsidèrent leur offre.
Fin janvier 1906, Scriabine installe sa nouvelle famille à Genève, et à l'automne, à Amsterdam. Il entreprend une tournée de concerts en Belgique, aux États-Unis et à Paris avec sa femme. Pendant ce temps, Ariadna est gardée par les tantes de Tatiana, Henriette et Alina Boti. À l'été 1907, Tatiana se rend avec Ariadna à Beatenberg en Suisse où Scriabine les rejoint. En septembre, la famille déménage à Lausanne, où quelques mois plus tard naît Julian.

#### Russie

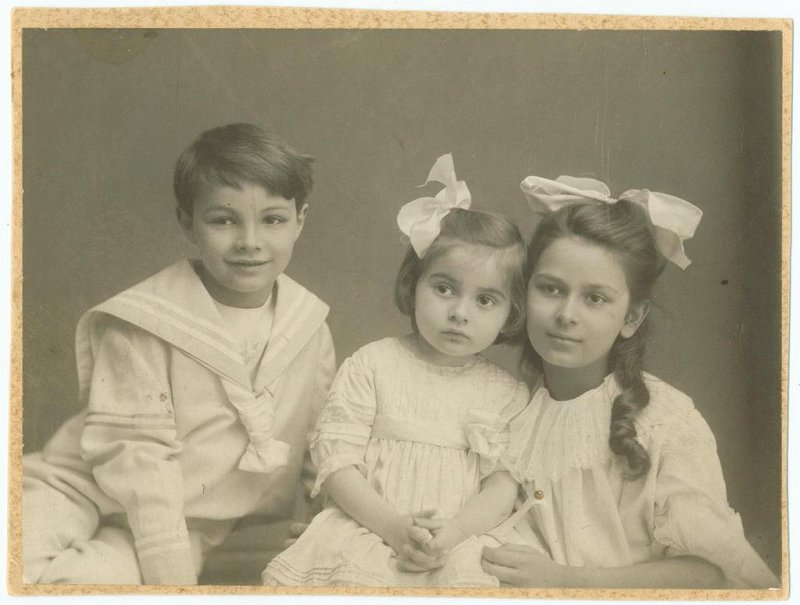
Julian, Mariana et Ariadna vers 1913

Scriabine pense depuis longtemps à retourner en Russie, mais son caractère et sa situation familiale en ont fait un objet de scandale pour la société, ce qui retarde son retour jusqu'en février 1910.
À Moscou, Ariadna est baptisée selon le rite orthodoxe, et en novembre 1912, naît sa sœur Marina.
Les enfants de Scriabine sont élevés principalement par des tuteurs, tandis que Scriabine et sa femme mènent une vie sociale active recevant chez eux poètes, artistes, acteurs et philosophes. On parle le français dans la famille. Ariadna poursuit des études au Conservatoire de Moscou, tout en écrivant dès son jeune âge des poèmes. Julian montre des talents de compositeur et Marina suit des cours de peinture. La maison possède une bibliothèque très fournie, et les enfants reçoivent des leçons données par des professeurs privés et par leur mère.
Avec le déclenchement de la Première Guerre mondiale, la vie devient plus difficile, et pour subvenir aux besoins de sa famille, Scriabine passe beaucoup de temps à donner des concerts dans différentes villes russes. Scriabine lui-même accueille avec bienveillance la guerre, espérant que des changements interviendront une fois les combats terminés.

### Ariadna Scriabina

#### Ukraine

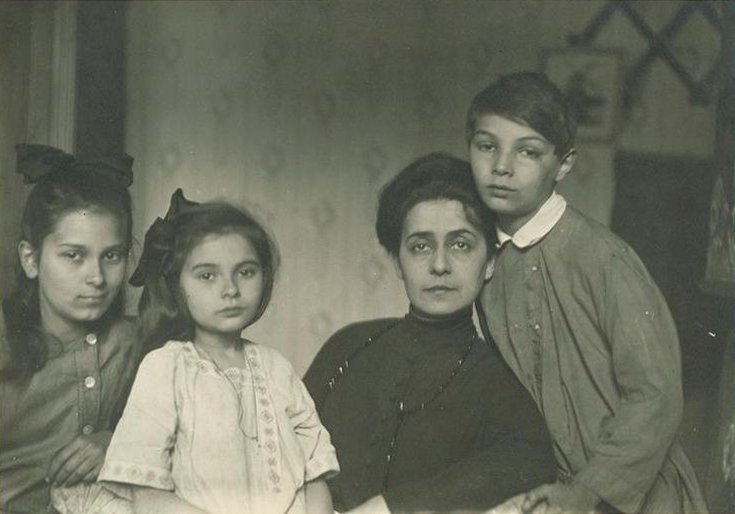
Tatyana Schletzer entourée de ses enfants Ariadna, Marina et Julian, Moscou 1918

Le 14 avril 1915, Scriabine meurt de sepsis, laissant sa famille sans ressources. Grâce aux efforts d'amis de la famille, la femme légitime de Scriabine, Vera, accepte de prendre en charge Ariadna, Marina et Julian en tant qu'enfants de Scriabine autorisés alors à porter son nom.
Tatiana de Schlœzer s'arrange pour obtenir quelques subsides pour la famille, et se consacre principalement à l'éducation de Julian, qu'elle pressent comme le successeur d'Alexandre. La révolution de 1917 ébranle les finances familiales. En 1918, la famine se développe à Moscou, et Tatiana s'installe avec ses enfants à Kiev en Ukraine alors mieux approvisionnée.
Le gouvernement soviétique décide d'ouvrir un musée Scriabine dans sa maison de Moscou, et Tatiana est priée d'aider à sa réalisation. Pendant son absence, en juin 1919, Julian se noie dans le Dniepr. La mort de son fils la brise. Elle ramène Marina à Moscou et place Ariadna dans un internat à Novotcherkassk, mais l'école ferme bientôt définitivement et Ariadna rejoint sa mère et sa sœur à Moscou.

#### Moscou

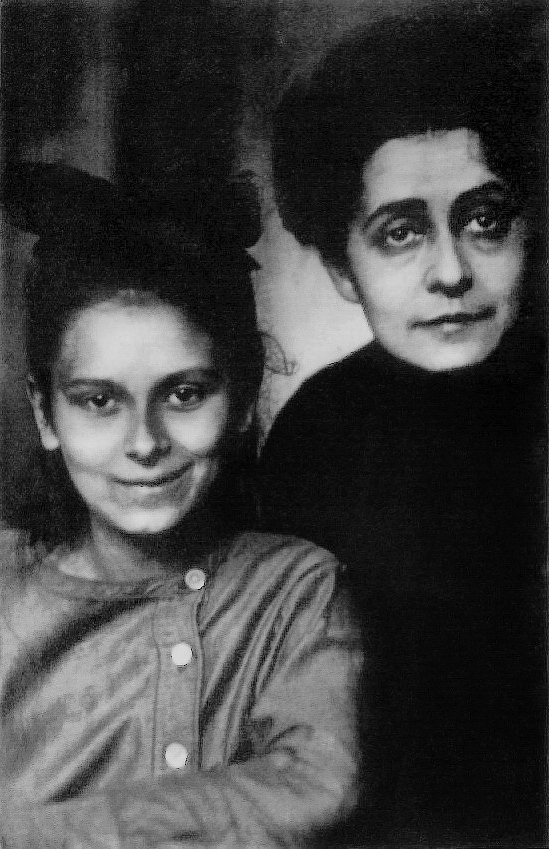
Ariadna avec sa mère à Moscou (1918)

À cette époque, Ariadna possède déjà une forte personnalité. Artistiquement ses goûts la portent vers les mouvements d'avant-garde. Bien qu'elle ne soit guère appréciée à l'école en raison de ses origines nobles et de son tempérament, elle n'en a cure. Elle a alors comme but de devenir une poétesse célèbre.
Ses auteurs favoris sont Dostoïevski, Shakespeare et les Grecs anciens pour leur style et le dramatisme. Elle aime aussi les poèmes d'Alexandre Blok et de Constantin Balmont. Elle a l'habitude de réciter un vers de Balmont : Je veux être le meilleur au monde, sur le terre et sur l'eau.
À 15 ans, elle écrit des vers avec sa sœur Marina sous le pseudonyme commun de Mirra. Ces vers sont souvent consacrés à des célébrités russes et ont un style influencé par Marina Tsvetaeva, une amie de la famille. Quand elle écrit seule, Ariadna prend le nom de plume d'Ariadna Orlitskaya, car, bien qu'elle adore son père, elle ne veut pas profiter de sa renommée.
Une année avant l'obtention de son diplôme, Ariadna décide de quitter l'école et d'entrer au collège. Katia Jdanko, son amie de Novotcherkassk qu'elle considère comme une sœur, fait de même. Toutes les deux réussissent leur examen d'entrée. Au collège, Ariadna ne suit les cours que de ce qui l'intéresse : la linguistique et l'orthoépie, l'histoire de la littérature occidentale, la poésie et l'esthétique.
En janvier 1922, son collège ferme définitivement et en mars, sa mère meurt après une longue période de dépression. Elle est enterrée au cimetière de Novodevitchi, près de son mari. Les sœurs doivent quitter leur appartement de Moscou transformé en musée Scriabine. Elles quittent la Russie, Maria part rejoindre des parents en Belgique, tandis qu'Ariadna rejoint son oncle Boris Schletzer à Paris.

#### Paris
On ne sait pas grand-chose des premières années d'Ariadna à Paris. Comme la plupart des autres émigrés, elle doit trouver de l'argent pour survivre. Elle s'inscrit à la faculté de philologie à la Sorbonne, mais ne paraît pas vraiment intéressée par les cours. Vers 1923, elle entre au club des poètes russes, auquel adhèrera aussi son futur mari, Dovid Knout.

#### Tentative d'écriture et premier mariage

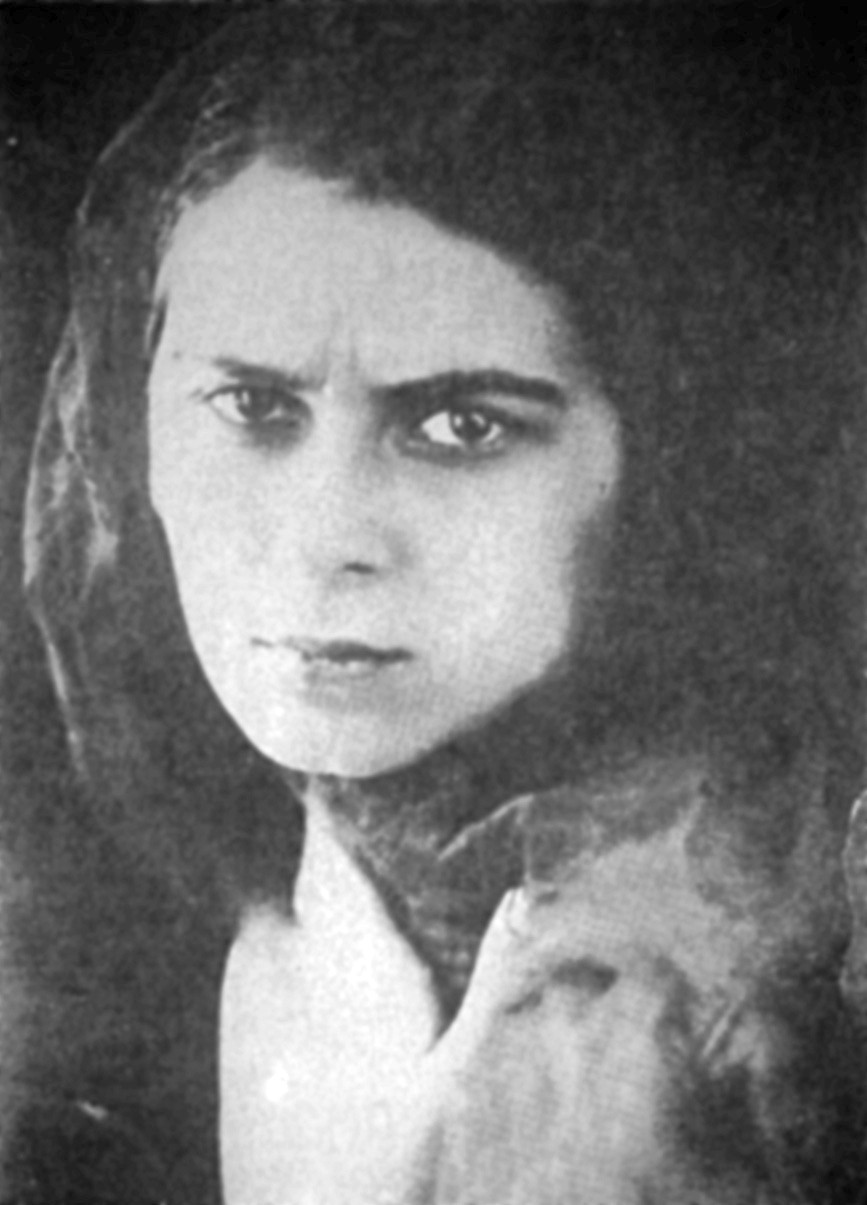
Ariadna à Paris en 1924

L'année suivante, Ariadna publie son recueil de poèmes sous le simple titre : Poèmes. Il est critiqué par le poète russe Georgy Adamovitch pour son style peu original, tandis que Semyon Liberman le décrit comme de bons vers, plaisants, intelligents et de bon niveau. Le poème principal du recueil est dédié à Boris de Schlœzer et porte comme épigraphe une phrase de son père : Poème de l'extase.
Au début de 1924, elle se marie avec le compositeur français Daniel Lazarus. Celui-ci est charmé par son impudence et son arrogance. Elle fume beaucoup, boit de la vodka sans retenue et est toujours affamée, conséquence de ses années difficiles en Russie. Malgré cela, elle restera svelte tout au long de sa vie, pesant dans les 47 kg. Comme auparavant, elle ignore les bonnes manières et les gens qui l'entourent, ce qui a attiré Lazarus. Celui-ci ressent sa domination, bien qu'il soit âgé de sept ans de plus qu'elle et blessé pendant la Première Guerre mondiale. Il admire Scriabine, et donc sa fille. Il a conquis son cœur en mettant en musique trois de ses poèmes, mais ses parents n'ont pas du tout apprécié son choix, traitant Ariadna de gitane.
Le mariage résout les problèmes financiers d'Ariadna, mais lui en amène d'autres. Outre une chute provoquant une fausse couche en descendant d'un tramway alors qu'elle est enceinte, elle ne s'entend pas avec sa belle-famille et par ailleurs est déçue par sa production poétique.
Le 3 février 1925 Ariadna donne naissance à une petite fille, Miriam, puis en 1926 à Gilberte-Elizabeth dite Betty. Peu de temps après la naissance de Betty, Ariadna quitte Lazarus en emmenant ses deux filles.

#### Second mariage
En 1928, le pianiste Vladimir Sofronitsky visite Paris en compagnie de sa femme Elena, la demi-sœur bien-aimée d'Ariadna. Après une dispute avec son époux qui repart en Russie, Elena reste à Paris auprès d'Ariadna pendant plusieurs années.
C'est durant cette période qu'Ariadna fait la connaissance et se marie bientôt avec l'écrivain français René Méjean. Bien que Méjean soit le même genre d'aristocrate que Lazarus, sa famille est mieux disposée à l'égard d'Ariadna et ne lui fait pas grief d'avoir deux enfants d'un précédent mariage. Le mariage va toutefois ternir l'amitié entre Ariadna et Elena, qui décide finalement de rejoindre son mari en Russie.
Ariadna est cependant rapidement déçue par Méjean. Alors qu'elle est enceinte, elle lui avoue qu'il n'est pas le père de l'enfant qu'elle porte, lui annonçant que c'est l'enfant de Dovid Knout. Méjean n'apprendra que beaucoup plus tard, qu'il est en réalité le véritable père de l'enfant. Ariadna persuade aussi Knout de soutenir cette version des faits.

#### Romance avec Knout
Paris est alors la capitale des exilés russes dont certains possèdent des cafés, des restaurants, des magasins russes et publient des journaux, magazines et livres en russe. La plupart des mariages se font au sein de la communauté, et les enfants sont envoyés dans des crèches et écoles russes. Cependant, les Juifs russes constituent un groupe à part qu'Ariadna fréquente ainsi que son troisième mari Dovid Knout.
Knout est un Juif de Bessarabie, né à Orhei, fils d'un épicier. Après l'annexion de la Bessarabie par la Roumanie, il a émigré à Paris, où il a fait divers métiers, ouvrant même un restaurant bon marché où il emploie sa sœur et son jeune frère.
Knout admire la poésie d'Alexandre Pouchkine,, et commence à publier ses propres poésies quand il retourne à Kichinev. Sa poésie et son caractère plaisent beaucoup à Ariadna.

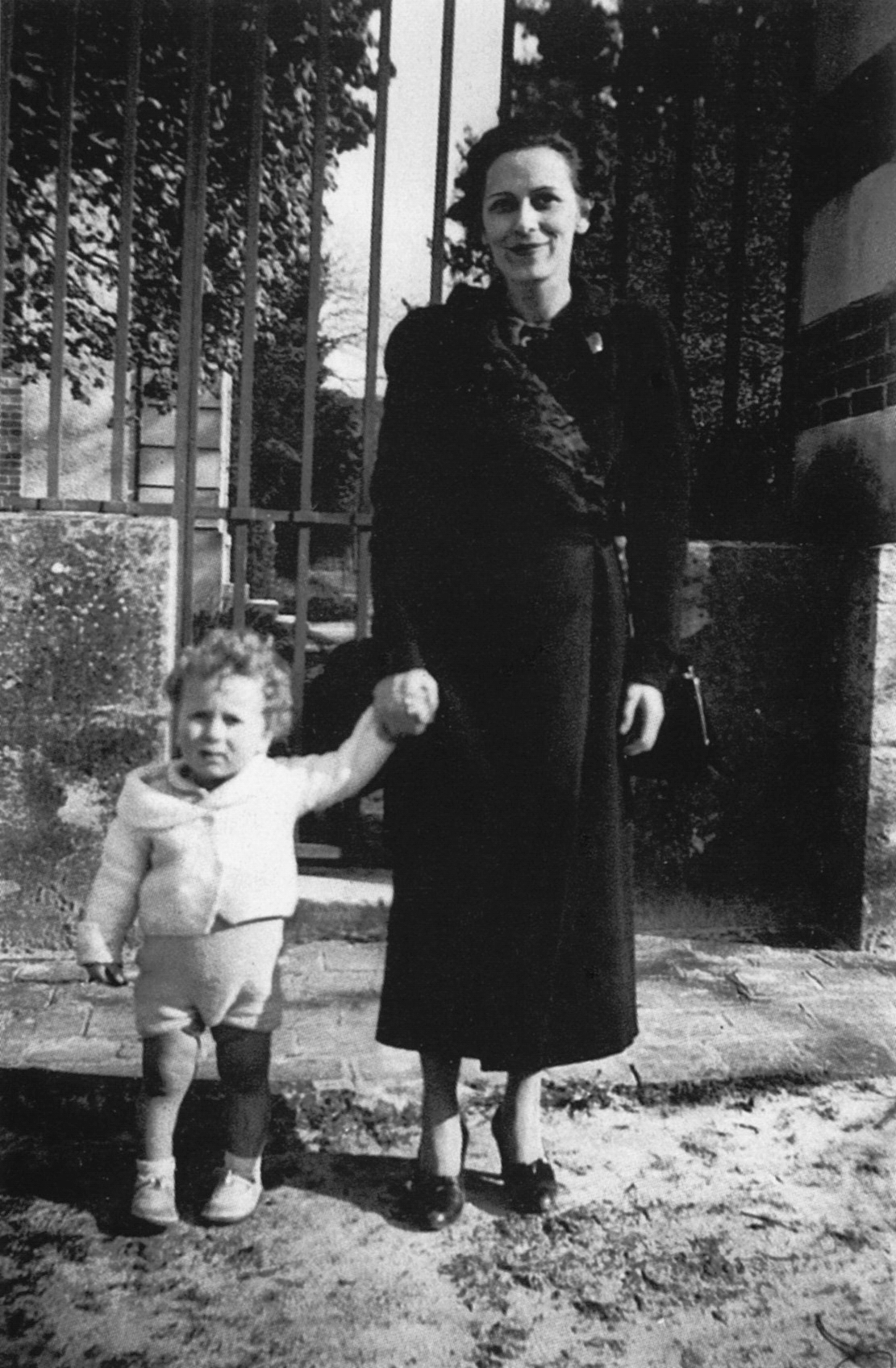
Ariadna avec son fils Eli, Paris, 1938

Ils commencent à se fréquenter fin 1934, dix ans après leur première rencontre. Bien qu'Ariadna ait quitté Méjean, celui-ci reste ami avec Knout jusqu'à fin 1936. Ariadna et Méjean ne divorcent officiellement qu'en 1937, tandis que Knout se sépare de sa femme en 1933.
Après son expérience décevante en poésie, Ariadna se tourne vers la prose et pendant plusieurs années travaille à un roman qu'elle ne terminera pas, qui a pour sujet une jeune fille juive prénommée Leah Livshits. Elle a l'habitude de travailler au lit, en fumant, et a horreur qu'on la dérange. Elle n'a rien d'une fée du logis et manque toujours d'argent. Elle a heureusement la chance d'avoir une femme de ménage qui l'aime bien et qui demeurera à son service, même quand elle ne sera plus payée.

#### Sionisme

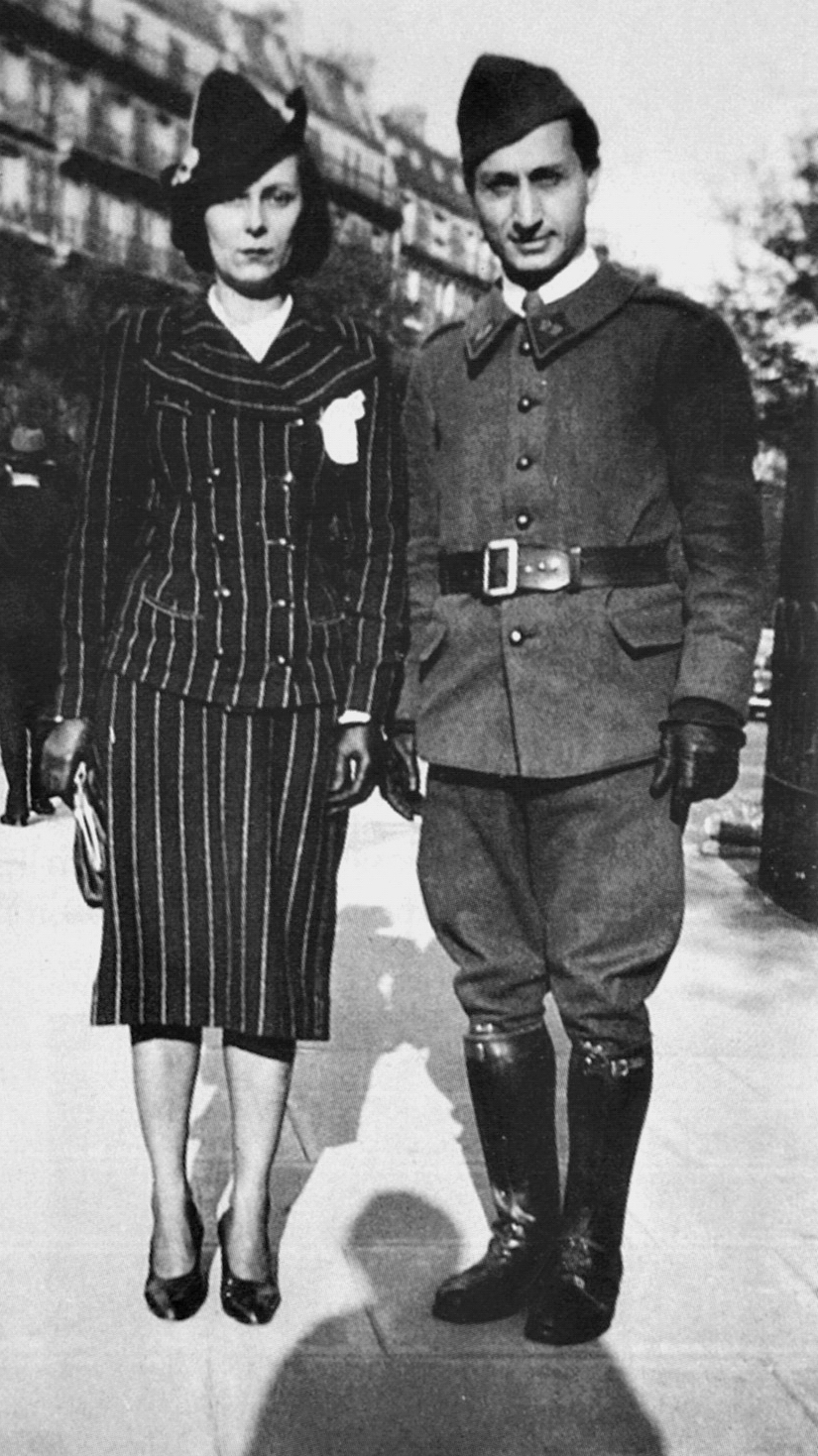
Ariadna et Dovid Knout, Paris, automne 1939

Ariadna et Dovid Knout suivent avec anxiété la montée de l'antisémitisme en Europe, principalement en Allemagne. Progressivement, ils deviennent tous les deux sionistes, et Ariadna adopte même des positions plus extrêmes que Dovid. Son sionisme est plus une passion qu'une idée abstraite. Elle devient intolérante à la moindre manifestation d'antisémitisme au point que de nombreux Juifs se sentent embarrassés par ses réactions excessives. Ainsi va-t-elle jusqu'à affirmer qu'il n'y a que deux solutions pour résoudre le « problème arabe », les expulser de « notre » terre ou « leur couper la gorge ».
Début 1939, Dovid et Ariadna se marient et commencent la publication du journal Affirmation dont le but est de réveiller la conscience des Juifs. Dovid n'est pas seulement éditeur, mais aussi journaliste. L'apparition de ce journal est un évènement important pour les Juifs de Paris et en août 1939, Knout est invité au 21e Congrès mondial sioniste à Genève.

### Sarah

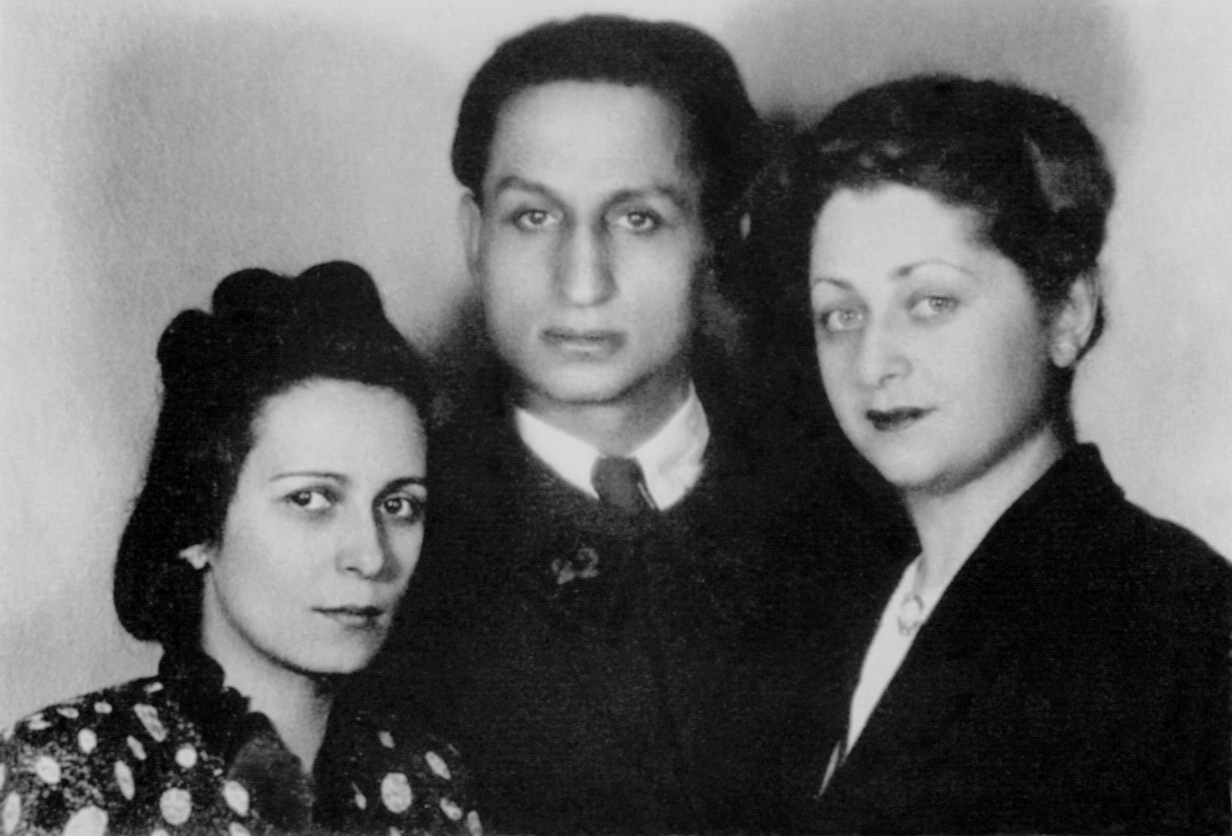
Ariadna, Dovid et leur amie de longue date Eva Kirchner, Paris, février-mars 1940

Une semaine après le congrès, la Seconde Guerre mondiale éclate. Knout est mobilisé dans l'armée française le 1er septembre 1939, premier jour de la guerre, et le journal doit fermer. Il est affecté à Paris, et le 30 mars 1940, Knout et Ariadna enregistrent finalement leur mariage. Quelques jours plus tard, Ariadna se convertit au judaïsme et prend le nom de Sarah. Elle demande à tous ses amis de l'appeler seulement par son nouveau nom.
La conversion d'Ariadna au judaïsme est perçue comme une « trahison » par la communauté des émigrés russes, majoritairement chrétienne.
Avec l'approche des troupes allemandes de Paris, l'unité de Knout est transférée dans le sud de la France, tandis qu'Ariadna avec les enfants reste à Paris. Elle commence à travailler dans une usine, mais celle-ci ferme trois jours plus tard, car la majorité de ses employés s'enfuit de Paris. Boris Schletzer lui demande de le rejoindre dans les Pyrénées, mais elle refuse de partir sans son mari. Peu de temps avant l'arrivée des Allemands à Paris, elle part rejoindre son mari à Toulouse.

#### Toulouse
Toulouse fait alors partie de la zone libre, où il n'y a pas de troupes d'occupation, mais où existe une milice mise en place par le régime de Vichy. La situation des Juifs est difficile, si bien que Knout arrête de parler russe et utilise le français même avec ses enfants. La vie est dure et le couple accepte n'importe quel travail.

#### L'Armée Juive
Début 1942, Dovid et Ariadna publient une brochure intitulée Que faire? consacrée aux problèmes rencontrés par les Juifs et ils émettent l'idée d'une organisation juive clandestine. Dovid lit la brochure à plusieurs sionistes réfugiés à Toulouse, mais seul Abraham Polonski est d'accord avec lui, tandis que d'autres considèrent l'idée d'une organisation clandestine comme suicidaire. Polonski avait créé une organisation juive clandestine pendant la guerre civile russe. Arrêté, il a réussi à s'échapper et à rejoindre Toulouse en passant par l'Allemagne et la Belgique. Diplômé en sciences techniques de l'université de Toulouse, il a fondé sa propre société devenue florissante. Malgré les objections des sionistes, les Knout, Polonski et sa femme forment une organisation qui est initialement appelée Bnei David ("Les Descendants de David") puis ultérieurement Armée Juive.
Pour des raisons de sécurité, Sarah-Ariadna prend le surnom de "Regina". Après avoir prêté serment, elle rejoint l'Armée Juive. Celle-ci comptera jusqu'à 2 000 membres. À l'intérieur de l'Armée Juive, Ariadna est chargée de la tâche dangereuse de regrouper les enfants juifs dont les parents ont été déportés et de les cacher dans des fermes et des monastères ou de les faire passer en Suisse. Les enfants reçoivent des instructions précises sur leur façon de réagir en cas d'évènements imprévisibles.

#### Betty
Betty, la plus jeune fille d'Ariadna, vit en relative sécurité avec Boris Schletzer. Cependant, celui-ci devient suspect comme juif et communiste et est emprisonné pendant plusieurs jours. Betty écrit à sa mère qu'elle a l'intention de se convertir au catholicisme, ce qui
rend furieuse Ariadna qui la ramène immédiatement à Toulouse. Avec l'aide du rabbin Roitman, elle réussit à la convaincre de demeurer juive et graduellement l'implique dans des activités clandestines.

#### Sa mort
En novembre 1942, la police arrête Arnold Mandel, un membre de l'Armée Juive, qui est un ami des Knout de retour à Paris. Mandel donne le nom et l'adresse des Knout, mais la Résistance est mise au courant par un de ses informateurs, et quand la police débarque à l'adresse indiquée, elle ne trouve aucune preuve d'une activité clandestine. Cependant, par mesure de sécurité, Knout part en Suisse. Absorbée par ses activités, Ariadna refuse de le suivre, bien qu'enceinte.
Le 22 mai 1943, elle donne naissance à Joseph et en novembre-décembre, elle envoie Eli, Tatiana-Miriam et Joseph rejoindre leur père en Suisse.
Au début 1944, l'Armée Juive décide d'envoyer deux agents à Londres. Ceux-ci sont arrêtés par la Gestapo. Peu de temps après 25 autres membres sont arrêtés sur dénonciation.
Le 22 juillet 1944, Ariadna se rend à un rendez-vous, au 11 rue de la Pomme, pour enrôler un nouveau membre dans l'Armée Juive. Avec son camarade Raúl León elle tombe dans un guet-apens tendu par deux miliciens. Un des deux miliciens part chercher du renfort, laissant le second tenir en respect les deux suspects sous la menace d'une arme. Profitant d'un moment d'inattention, León se saisit d'une bouteille vide et la jette sur le milicien, qui tire instinctivement, tuant Ariadna sur le coup. Blessé aux deux jambes, León réussit tout de même à s'enfuir et fournira plus tard les détails de la mort d'Ariadna,.

## Sa famille
Toulouse est libérée trois semaines après la mort d'Ariadna. Elle recevra à titre posthume la Croix de guerre et la Médaille de la Résistance. Une plaque commémorative a été apposée sur le mur de la maison où elle a été tuée.
Après la guerre, Dovid Knout devient éditeur du Bulletin du Centre de documentation juive contemporaine et pendant un certain temps, vit dans la maison où il avait auparavant publié Affirmation. Les archives d'Affirmation, les poèmes d'avant-guerre de Knout, ainsi que le roman inachevé de sa femme ont été perdus. En 1947, il publie le livre Contribution à l'histoire de la Résistance juive en France 1940–1944, et en 1949 ses « Poèmes choisis ». En 1948 il épouse l'actrice Virginia Sharovskaya, âgée de seulement 18 ans. Demi-juive, elle se convertit au judaïsme et devient Leah Knout. En octobre 1949, ils émigrent en Israël, où Knout meurt en 1955 d'une tumeur au cerveau.
Tatiana-Miriam se marie avec le compositeur et pianiste Robert Cornman (1924-2008). Elle écrit un livre sur ses parents Et c'est ma soif que j'aime, traduit en russe et en allemand. Dans ce livre elle tente d'adoucir l'image de sa mère,.
Elisabeth (Betty) s'implique quant à elle dans la Résistance française, puis devient correspondante de guerre. Elle est promue lieutenant de l'armée américaine et reçoit la Silver Star des mains mêmes de George Patton, ainsi que la Croix de guerre française. En traversant le Rhin, sa Jeep saute sur une mine, la blessant sérieusement à la tête. Soignée, elle souffrira de violents maux de tête pour le restant de ses jours. À 18 ans elle publie un livre sur son expérience militaire qui connaît un grand succès populaire, La ronde des mouches,. Mariée aux E.-U. avec un soldat juif américain démobilisé, elle en a trois enfants, mais devenue alcoolique, comme son époux, elle meurt jeune à 38 ans comme sa mère et sa grand-mère.
Eli, né le 28 juin 1935, émigre en Israël en 1945 et suit des cours au Collège naval d'Haïfa. Il est engagé dans la marine israélienne. Après sa démobilisation, il continue à naviguer dans la marine marchande jusqu'en 1960, puis devient professeur de guitare à Rosh Pinna,.
Joseph, né le 22 mai 1943, vit avec Dovid Knout en Israël, où il sert dans les forces spéciales. Il survit à un coup de fusil qu'il s'est involontairement tiré dans la tête, mais est démobilisé comme handicapé. Il étudie alors la littérature française à l'Université de Tel Aviv. Il publie un livre en hébreu sur son père ainsi que ses propres poèmes.

## Distinctions
- Croix de guerre 1939-1945
- Médaille de la Résistance française à titre posthume (décret du 25 avril 1946)[73]